# Hacarí (ort)
Hacarí är en ort i Colombia.   Den ligger i departementet Norte de Santander, i den norra delen av landet, 400 km norr om huvudstaden Bogotá. Hacarí ligger 1 247 meter över havet och antalet invånare är 1 502.
Terrängen runt Hacarí är kuperad åt nordväst, men åt sydost är den bergig. Terrängen runt Hacarí sluttar österut. Runt Hacarí är det glesbefolkat, med 20 invånare per kvadratkilometer. Närmaste större samhälle är San Calixto, 10,8 km nordväst om Hacarí. I omgivningarna runt Hacarí växer i huvudsak städsegrön lövskog.